# Rock ’n’ Rodent
«Rock 'n' Rodent» (рус. Рок 'н' Ролл Грызун; Рок н Ролл для грызунов; Мышонок-музыкант) — 155-й эпизод серий короткометражек «Том и Джерри». Дата выпуска: 22 марта 1967 года. Это 28 серия из 34 эпизодов. Продюсер: Чак Джонс, режиссёр: Эйб Левитов. Композитор: Карл Брандт.

## Сюжет
23 часа ночи. Том и Джерри в апартаментах пентхауса. Том читает книгу и, заводит включенный будильник. Когда Том уснул Джерри, просыпается в тот момент, когда в это время, громко звенит мышиный будильник, и умывшийся под душом, отправляется при помощи мышиного, лифта в нижний подвал, где собрались все грызуны и начали концерт. Но от громкой музыки, проснулся Том с вылетевшими, пробками в ушах и теперь, он пытается распугать всех, мышей чтобы спокойно поспать. Сначала он закрывает лифт, откуда раздаётся музыка из, подвала затем он просовывает шланг в лифт. Вскоре Тома схватил Спайк, и потащив Тома вниз, по лестнице выкидывает его, в свою затопленную квартиру. Позже у Тома созрел, новый план по прекращению, шума устроившего грызунами. Он захватив с собой, несколько больших специальных инструментов, направляется в подвал через вентиляцию. Услышав музыку через пол, Том пилит пол и, с помощью вантуза притягивает, радио по которому играет, все та же громкая музыка. Спайк которому это радио, принадлежало тянет вантуз вместе, с Томом и бьёт, его так что Том, отлетает и летит вверх, через весь дом и попадает в свою квартиру. Том весь в синяках, плачет от боли вставляет, пробки в уши и, наматывает голову бинтами затем, снова пытается уснуть. Но музыка останавливается и, радостный Том просыпается размотав, бинты с головы и, убрав пробки из ушей. Затем уставший Джерри возвращается, в нору и спокойно ложится спать. Том возвращается к режиму, сна и ложится на, подушку но через несколько, секунд звенит его громкий будильник. И Том Опять Просыпается. Джерри просит его выключить, но Том никак не может выключить будильник, поэтому он кричит в ужасе, выпрыгивает прочь из дома, пробив собой насквозь стену дома. Джерри пожимает плечами и, думает чего Том так, отреагировал и возвращается спать, при этом изображая походку, Чарли Чаплина. На Этом Мультфильм Заканчивается, Затем Идет Заключительная Финальная, Надпись The End Конец, An Metro Goldwyn Mayer, Tom And Jerry Cartoon Made In Hollywood U.S.A.